# NGC 7320B
NGC 7320B (другие обозначения — PGC 69346, ZWG 514.72) — спиральная галактика в созвездии Пегас.
Этот объект не входит в число перечисленных в оригинальной редакции «Нового общего каталога» и был добавлен позднее.